# ダンカン (小惑星)
ダンカン (2753 Duncan) は、小惑星帯に位置する小惑星である。ゲーテ・リンク天文台で行われたインディアナ小惑星計画によって発見された。
インディアナ大学出身の天文学者ジョン・チャールズ・ダンカン（1882 - 1967年）に因んで名付けられた。